# فتح إشقودرة
فتح إشقودرة (بالإنجليزية: Siege of Shkodra )‏ كان في الفترة من عام 1478 حتي 1479 وهو عبارة عن محاصرة قوات الدولة العثمانية مدينة إشقودرة الألبانية (سكوتاري بالايطالية ) وفيها قلعة روزافا وذلك خلال أحداث الحرب العثمانية البندقية الأولي والتي استمرت في الفترة الممتدة من عام 1463 وحتى عام 1479 كانت هذه الحملة مهمة بالنسبة للسلطان العثماني محمد الفاتح إلى حد أنه جاء شخصيا لضمان الانتصار وبعد 19 يوم من الحصار والقصف لجدران القلعة بدء القوات العثمانية سلسلة من الهجمات على المدينة لكنها انتهت جميعا لصالح الألبان المدافعين عن المدينة ليبدء بعد ذلك محمد الفاتح مهاجمة الحصون المحيطة بالمدينة لإجبار إشقودرة على الاستسلام ليعود السلطان إلى القسطنطينية في 25 يناير 1479 فيما بعد وقعت الدولة العثمانية والبندقية اتفاقية سلام تنازلت بموجبها عن إشقودرة للدولة العثمانية وهاجر المدافعون عن المدينة إلى البندقية بينما تراجع الألبان إلى الجبال في المناطق المحيطة لتصبح بذلك إشقودرة مقرا للسنجق العثماني المنشأ حديثا وظلت المدينة تحت السيادة العثمانية حتي استولى عليها الجبل الأسود في أبريل 1913.